# Assembler (Nanotechnologie)
In der molekularen Nanotechnologie ist ein Assembler (auch molekularer Assembler) ein hypothetischer Roboter im Kleinstformat (Nanobot), der einzelne Atome und Moleküle manipuliert. Damit könnten molekulare Strukturen erstellt werden, die nicht in der Natur vorkommen. Die erste Skizzierung eines solchen Geräts stammt von Eric Drexler aus dem Jahre 1986, in seinem Buch Engines of Creation, in dem Assembler als Grundlage der molekularen Nanotechnologie vorgestellt werden.
Eines der längerfristigen Ziele der Nanotechnologie ist/war die Herstellung programmierbarer, selbstreplizierender Assembler. Seit einiger Zeit schwenkte der Fokus jedoch zu Nanofabriken als alternativem Zugang zu diamantartigen produktiven Nanosystemen über. Ein Assembler kann mit den korrekten Bauplänen und unter entsprechender Rohstoff- und Energiezufuhr komplette Kopien seiner selbst herstellen. Wenn diese Kopien weitere erstellt haben und die Anzahl eine gewisse Zeit exponentiell gewachsen ist, werden sie umprogrammiert, um ein anderes Produkt herzustellen.
Ein erwogenes Design eines Assemblers würde ca. 1 Milliarde Atome enthalten und ca. 1 Million Atome pro Sekunde platzieren können, womit sich eine Replikationsdauer von 1.000 Sekunden, oder etwas mehr als 16 Minuten, ergeben würde. Daraus folgt, dass 1 Kilogramm an Assemblern innerhalb von ca. 16 Minuten auch 1 Kilogramm eines anderen Produkts herstellen könnte.
Das bevorzugte Material für einen Assembler (und auch Nanofabriken) ist Kohlenstoff in seiner diamantenen Form, da dieser steif genug ist, um die Amplitude der thermischen Vibrationen hinreichend zu unterdrücken, so dass robotische Manipulatoren einzelne chemische Bindungen mit extrem geringer Fehlerwahrscheinlichkeit (ähnlich der digitalen Logik) an der richtigen Stelle formen können. Außerdem besitzt Diamant überragende Materialeigenschaften und ist mit einer Wasserstoffpassivierung (sehr entfernt dem Mehl am Teig ähnlich, das ein Zusammenkleben verhindert) chemisch äußerst inert. Diese Eigenschaften übertragen sich auch auf den Großteil der Produkte, die mit Assemblern (oder Nanofabriken) hergestellt werden könnten.

## Abgrenzung
Assembler sollten nicht verwechselt werden mit Nanorobotern/Nanogeräten die prinzipiell nicht die Fähigkeit der Selbstreplikation benötigen und auch ganz andere Designkriterien haben. Darunter fallen beispielsweise medizinischen Nanoroboter, utility Fog Nanoroboter und diverse andere Nanogeräte.

## Assembler vs Nanoproduktionen
Assembler werden seit längerem von Experten (einschließlich Eric Drexler und Chris Phoenix, Ralph Merkle und Robert Freitas) als weder praktikabel noch wünschenswert, aber nicht fundamental unmöglich betrachtet. Derzeit werden stattdessen diamantartige Nanofabriken als sinnvolles Fernziel anvisiert (Mechanosynthese).

### Zur Praktikabilität von Assemblern
Es gibt Argumente, dass Assembler eine schlechtere technologische Zugänglichkeit sowie eine schlechtere Produktionseffizienz als Nanofabriken haben.
- Schlechtere technologische Zugänglichkeit: Zum direkten Bau eines diamantartigen Assemblers ist ein sehr großer technologischer Sprung nötig während der Weg zu diamantartigen Nanofabriken schrittweise über primitivere „produktive Nanosysteme“ erfolgen kann. Der schwierigere direkte Zugang zu Assemblern erfordert den Bau Atom für Atom eines vollständigen replikationsfähigen „proto-Assemblers“ mittels einer Nadelspitze eines AFM/STM-Mikroskops. Der einfachere schrittweise Zugang zu „diamantartigen Nanofabriken“ könnte beginnend mit steckbrettartigen Systemen aus „struktureller DNA-Nanotechnologie“ über Systeme aus in Wasser synthetisierbaren Mineralien zu Nanofabriken aus Diamant und ähnlichen Edelsteinen im Vakuum erfolgen.
- Schlechtere Produktionseffizienz: Assembler sind nicht auf Standardbauteile (Lager, Zahnräder, Verbinder, Keile …) spezialisiert und daher Nanofabriken in räumlicher und zeitlicher Produktionsdichte fundamental unterlegen.

### Zur Wünschenswertheit von Assemblern
Selbstreplizierende Assembler werden gerne mit dem „Grey-goo“-Problem assoziiert. Auch wenn viele SciFi-Darstellungen eines unkontrollierten Ausbruchs weit übertrieben sind (Assembler sind keine mutierenden Allesfresser), ist es vermutlich nicht wünschenswert, Assembler aktiv anzustreben, speziell wenn mit den Nanofabriken eine einfacher zu erreichende effizientere und sicherere Alternative besteht.

### Selbstreplikation vs exponentielle Montage
Selbstreplizierende autonome Einheiten sind keine unumgängliche Notwendigkeit für die Produktion makroskopischer (z. B. faustgroßer) atomar präziser Güter. Die starke Medienpräsenz dieser veralteten Idee, hat dazu geführt, dass neben „grey-goo“ andere Gefahren ausgehend von molekularer Nanotechnologie, die das gleiche, wenn nicht sogar größeres Schadenspotential haben, weniger Beachtung fanden.
Im Gegensatz zu Assemblern vermeidet der schrittweise Weg zu Nanofabriken die Selbstreplikation von kompakten autonomen Einheiten. Sogenannte „exponentielle Montage“ (nicht zu verwechseln mit „konvergenter Montage“ – ein anderes Konzept von Nanofabriken) kann in der Entwicklung einmalig genutzt werden, um einen einzelnen Kern (z. B. einen trivialen Gestängemechanismus) exponentiell zu vervielfältigen. So könnte man zu einer „proto-Nanofabrik“ gelangen. Statt einzelnen Atomgrüppchen werden dabei mittels „Selbstassemblierung“ vorgefertigte atomar präzise Bauteile zusammengesetzt. Nanofabriken sind in keinem Schritt ihrer gesamten Entwicklungsphase weder so extrem kompakt, noch so potentiell mobil wie Assembler. Daher ist ein unbeabsichtigter „grey-goo-Unfall“ von selbstreplizierenden Nanofabriken in der Entwicklungsphase praktisch unmöglich.

## Skepsis gegenüber Assemblern
Während einige Wissenschaftler diese Roboter als eine der wichtigsten Zukunftstechnologien ansehen, bestreiten andere, dass die Herstellung einer solchen Technologie überhaupt möglich ist. Die Fraktion der Skeptiker ist in den letzten Jahren geschrumpft, auch angesichts der wachsenden Zahl widersprechender Belege.
Weitere Bedenken ergeben sich aus der Natur der Assembler. In einem Szenario, in dem sie die eigenen Baupläne „an Bord“ haben und in der Lage sind, sich selbst zu replizieren, zerstören außer Kontrolle geratene Assembler die komplette Biosphäre, um Energie und Rohstoffe für ihre Selbstreplikation zu gewinnen. Dieses Szenario wird als „grey goo scenario“ („Graue-Schmiere-Szenario“) bezeichnet, da dabei große Teile der Biomasse in „graue Schmiere“ verwandelt werden.
Das Problem lässt sich durch die Auslagerung der Konstruktionsbeschreibung umgehen, da Assembler dann auf einen zentralen Bauplan zugreifen müssen, statt ihn selbst zu enthalten und im Falle einer Eskalation die Selbstreplikation gestoppt werden kann.
An den Bedingungen, die für das „Graue-Schmiere-Szenario“ erfüllt sein müssten, sieht man jedoch, dass diese Gefahr weniger schwer wiegt als die, die durch molekulare Nanotechnologie auch sonst entsteht.
Ein vollständig autonomer, selbstreplizierender Assembler wäre nicht nur schwerer zu entwickeln und weniger effizient als ein spezialisierter, sondern in direkter Folge auch wirtschaftlich weniger interessant. Das soll nicht bedeuten, dass er physikalisch unmöglich ist, sondern nur, dass es weniger Anreiz gibt, einen solchen Assembler zu entwickeln.
Die Konstruktion eines sogenannten „Protoassemblers“, der als Ausgangsgerät fungiert, bedeutet einen großen Aufwand, da dafür bereits abertausende Atome zusammengefügt werden müssten. Ein möglicher Weg dorthin ist DNA-Konstruktion.

### Vermutete Ursache der Strohmann-Argumente
Eric Drexler führt in seinem populärwissenschaftlichen Buch Radical Abundance aus, wie es seiner Meinung nach zu Strohmann-Kritik, Diskreditierung, Zensur und Streichung von Geldern für relevante Forschung kam.

Kurzgefasst und grob chronologisch:
- Drexler publizierte Engines of Creation (EoC), darin: Nanotechnologie, große Versprechungen, das Assembler-Konzept und das grey-goo-Problem.
- Forscher (A, wissend) beginnen die „nano“-Marke zu nutzen, um besser an Forschungsgelder zu gelangen. Grund: Große Versprechungen. Darunter findet sich aber nur wenig relevante Forschung, die auf atomar präzise produktive Nanosysteme abzielt. Daher beginnt sich der Begriff „Nanotechnologie“ sich in seiner Bedeutung stark zu dehnen.
- Immer mehr Forscher (B, unwissend) nutzen die „nano“-Marke, obwohl sie noch nie etwas von EoC gehört haben.
- Öffentlichkeit, SciFi-Autoren und Medien nehmen das Grey-goo-Weltuntergangsszenario auf und blasen es auf, da es sich gut verkauft.
- Experten haben den Fokus schon lange von Assemblern zu Nanofabriken übergeschwenkt sowie eine Menge theoretische Arbeit geleistet, was beispielsweise in Drexlers technischem Buch Nanosystems dargestellt wird. Das wird von Medien und Öffentlichkeit aber kaum wahrgenommen.
- „Nanotechnologie“-Forscher (B) werden von den Medien mit Erwartungen und vor allem Befürchtungen ausgehend von Assemblern überhäuft, die rein gar nichts mit ihrer Forschung zu tun haben.
- Betroffene Forscher (B) lesen, wenn überhaupt, EoC statt Nanosystems -> veraltete unvollständige Ideen werden von Forschern (B) naiv vervollständigt und zu Recht als nicht funktionierende Phantasie dargestellt.

## Biologische Assembler
Bakterien und andere Einzeller stellen relativ kleine selbstreplizierende Assembler der Natur dar, die durch Gene programmiert werden. Die Biotechnologie befasst sich mit der Verwendung von Zellen und ihren Produkten in technischen Anwendungen und umfasst auch die „Umprogrammierung“ von Zellen durch Transformation mit fremden und modifizierten Genen. Das Resultat sind gentechnisch veränderte Organismen und rekombinante Proteine. Durch Methoden wie das DNA-Origami können DNA-Maschinen erzeugt werden.